# María Isabel Salinas
María Isabel Salinas García (Níjar (Almería), 23 de junio de 1966) es una política española. En 1988 obtiene un diploma en danza flamenca y ejerce como profesora de danza mientras realiza estudios de derecho. Es madre de dos hijos. En la actualidad es la directora de comunicación y programas en el Grupo Caparrós.

## Trayectoria política
En su carrera política ha sido miembro desde 1992 a 2000 de la comisión ejecutiva provincial del PSOE de Almería. De 1991 a 2000 teniente alcalde en el ayuntamiento de Níjar y miembro del parlamento español de 1996 a 2000 representando a la provincia de Almería. En esa posición, desde 1996 al 2000 fue vocal de la comisión de ganadería, agricultura y pesca y de 1996 a 1998 de la comisión mixta de los derechos de la mujer.
De 1996 a 2000 además fue miembro de la comisión ejecutiva regional del PSOE de Andalucía y de 2000 a 2004 del comité federal del PSOE. De 2000 a 2004 fue delegada provincial de cultura de la Junta de Andalucía, cargo que abandonó al ser electa diputada europea, siendo la primera de origen almeriense, en las elecciones al Parlamento Europeo de 2004 por parte del Partido Socialista Europeo. Allí, desde 2004 a 2009 ha formado parte de la comisión de agricultura y desarrollo rural y de la delegación para las relaciones con el Mercosur. También ha sido ponente de los informes sobre la Reforma de la OCM de Frutas y Hortalizas y de los Planes de Reestructuración del Sector Algodonero. En 2009 es nombrada secretaria general de Agricultura, Ganadería y Desarrollo Rural de la Junta de Andalucía.